# Inophloeus
Inophloeus är ett släkte av skalbaggar. Inophloeus ingår i familjen vivlar.

## Dottertaxa tillInophloeus, i alfabetisk ordning[1]
- Inophloeus alacer
- Inophloeus albonotatus
- Inophloeus aplorhinus
- Inophloeus breviusculus
- Inophloeus collinus
- Inophloeus costifer
- Inophloeus cuprellus
- Inophloeus discrepans
- Inophloeus egregius
- Inophloeus festucae
- Inophloeus fuscatus
- Inophloeus inuus
- Inophloeus laetificus
- Inophloeus longicornis
- Inophloeus medius
- Inophloeus nigellus
- Inophloeus nodifer
- Inophloeus obsoletus
- Inophloeus pensus
- Inophloeus praelatus
- Inophloeus punctipennis
- Inophloeus quadricollis
- Inophloeus quadrinodosus
- Inophloeus rhesus
- Inophloeus rubidus
- Inophloeus sexnodosus
- Inophloeus sternalis
- Inophloeus sulcicollis
- Inophloeus sulcifer
- Inophloeus suturalis
- Inophloeus traversi
- Inophloeus tricostatus
- Inophloeus turricola
- Inophloeus vestitus
- Inophloeus villaris
- Inophloeus vitiosus